# Campeonato Mundial de Ciclismo em Pista de 1968
O Campeonato Mundial UCI de Ciclismo em Pista de 1968 foi realizado na cidade de Roma, na Itália  e em Montevideo no Uruguai entre os dias 22 e 27 agosto. Foram disputadas onze eventos, 9 para os homens (3 para os profissionais, 6 para amadores) e 2 para mulheres, as provas para profissionais nas categorias  masculino e feminino foram realizadas em Roma, as provas amadoras em Montevideo.
Foram utilizados 0  Estádio Olímpico de Roma e o Velôdromo Municipal de Montevideo.

## Sumário de medalhas

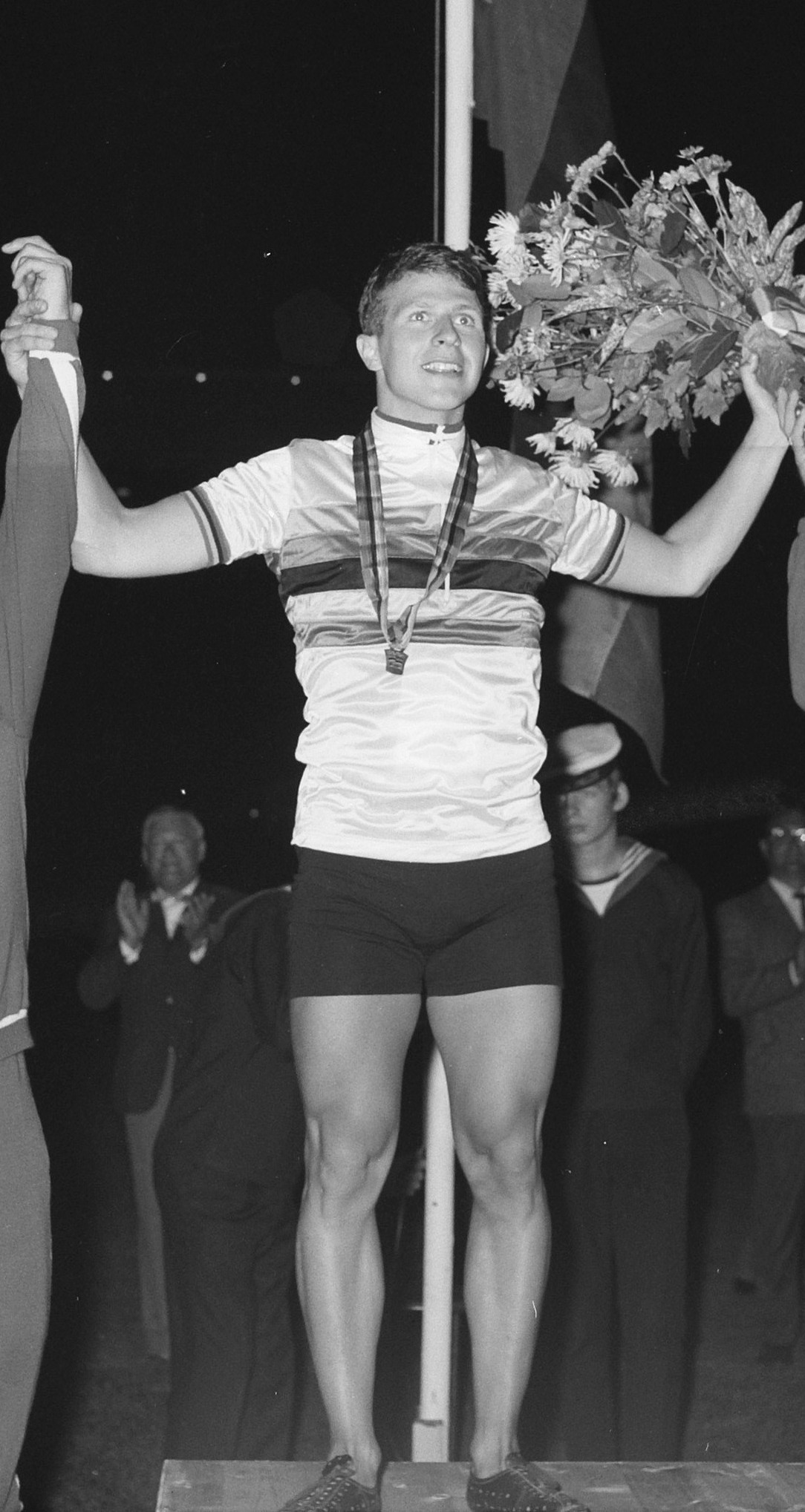
Niels Fredborg ciclista da Dinamarca, vencedor da prova de 1 quilômetro contra o relógio.

| Eventos profissionais masculinos |                                                                                   | |                                                                               |
| Velocidade individual            | Giuseppe Beghetto · Itália                                                        | Patrick Sercu · Bélgica                                                                                          | Giovanni Pettenella · Itália                                                  |
| Perseguição individual           | Hugh Porter · Reino Unido                                                         | Ole Ritter · Países Baixos                                                                                       | Leandro Faggin · Itália                                                       |
| Motor-paced                      | Leo Proost · Bélgica                                                              | Piet De Wit · Países Baixos                                                                                      | Ehrenfried Rudolph · Alemanha Ocidental                                       |
| Eventos amadores masculinos      |                                                                                   | |                                                                               |
| Quilômetro contra o relógio      | Niels Fredborg · Dinamarca                                                        | Jack Simes · Estados Unidos                                                                                      | Gianni Sartori · Itália                                                       |
| Velocidade individual            | Luigi Borghetti · Itália                                                          | Niels Fredborg · Dinamarca                                                                                       | Robert Van Lancker · Bélgica                                                  |
| Perseguição individual           | Mogens Frey · Dinamarca                                                           | Xaver Kurmann · Suíça                                                                                            | Lorenzo Bosisio · Itália                                                      |
| Perseguição por equipe           | Itália · Cipriano Chemello · Lorenzo Bosisio · Giorgio Morbiato · Luigi Roncaglia | Argentina · Carlos Alvarez Seidanes · Juan Alves Gordon · Ernesto Contreras Vasquez · Juan-Alberto Merlos Toledo | Suécia · Erik Pettersson · Tomas Pettersson · Gösta Pettersson · Josef Ripfel |
| Motor-paced                      | Giuseppe Grassi · Itália                                                          | Cees Stam · Países Baixos                                                                                        | Benny Herger · Suíça                                                          |
| Tandem                           | Itália · Walter Gorini · Giordano Turrini                                         | Bélgica · Daniel Goens · Robert Van Lancker                                                                      | Japão · Sanji Inoue · Takao Mandarame                                         |
| Eventos femininos                |                                                                                   | |                                                                               |
| Velocidade individual            | Alla Baguiniantz · União Soviética                                                | Irina Kiritchenko · União Soviética                                                                              | Galina Ermolaeva · União Soviética                                            |
| Perseguição individual           | Raisa Obodovskaya · União Soviética                                               | Beryl Burton · Reino Unido                                                                                       | Keetie van Oosten-Hage · Países Baixos                                        |

## Quadro de medalhas

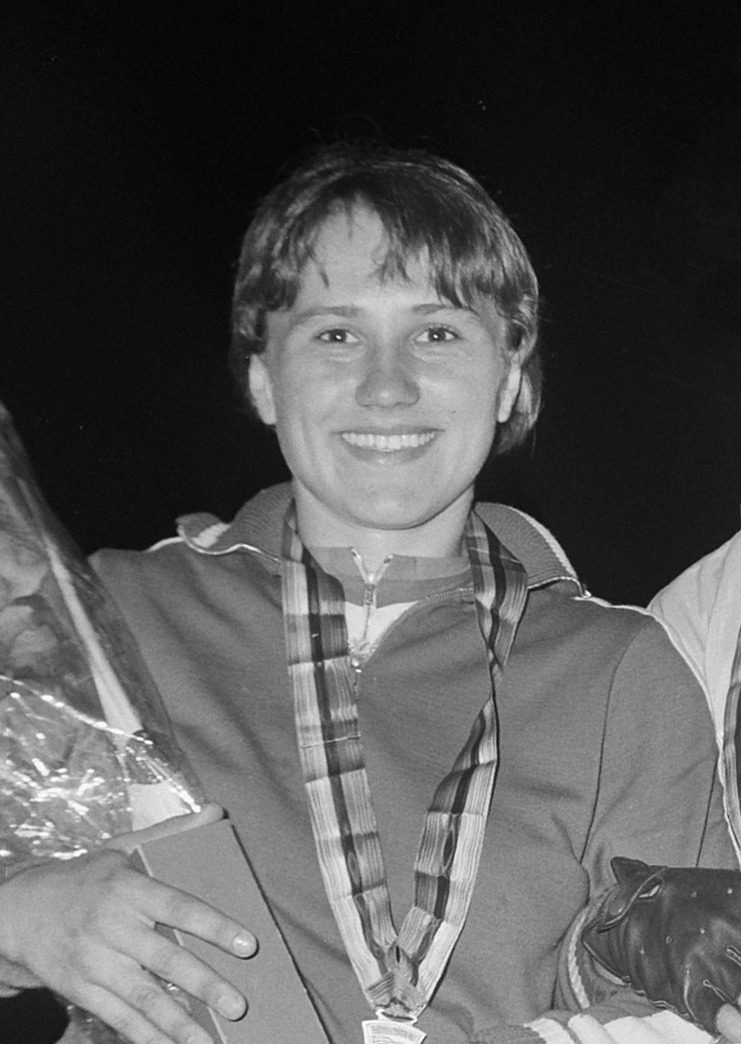
Raisa Obodovskaya ciclista da União Soviética vencedora da prova feminina de perseguição individual.

| Ordem | País               | Medalha de ouro | Medalha de prata | Medalha de bronze | Total |
| ----- | ------------------ | --------------- | ---------------- | ----------------- | ----- |
| 1     | Itália             | 5               | 0                | 4                 | 9     |
| 2     | União Soviética    | 2               | 1                | 1                 | 4     |
| 3     | Dinamarca          | 2               | 1                | 0                 | 3     |
| 4     | Bélgica            | 1               | 2                | 1                 | 4     |
| 5     | Reino Unido        | 1               | 1                | 0                 | 2     |
| 6     | Países Baixos      | 0               | 3                | 1                 | 4     |
| 7     | Suíça              | 0               | 1                | 1                 | 2     |
| 8     | Estados Unidos     | 0               | 1                | 0                 | 1     |
| 8     | Argentina          | 0               | 1                | 0                 | 1     |
| 10    | Alemanha Ocidental | 0               | 0                | 1                 | 1     |
| 10    | Japão              | 0               | 0                | 1                 | 1     |
| 10    | Suécia             | 0               | 0                | 1                 | 1     |
|       | TOTAL              | 11              | 11               | 11                | 33    |